# 古伊莱格罗塞莱耶
古伊莱格罗塞莱耶（法語：Gouy-les-Groseillers，法語發音：[ɡwi le ɡʁozɛje]）是法国瓦兹省的一个市镇，属于克莱蒙区。

## 地理
古伊莱格罗塞莱耶（49°41'37"N, 2°13'3"E）面积3.07 平方千米，位于法国上法蘭西大區瓦兹省，该省份为法国北部内陆省份，北起索姆省，西接厄尔省和滨海塞纳省，南至塞纳-马恩省和瓦兹河谷省，东临埃纳省。
与古伊莱格罗塞莱耶接壤的市镇（或旧市镇、城区）包括：博讷伊莱索、塞勒河畔克鲁瓦西、弗朗叙尔、罗日。

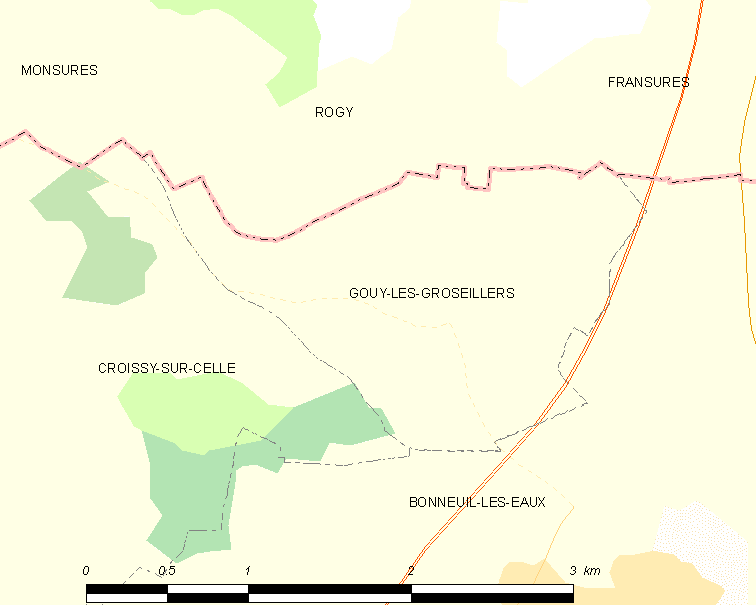
古伊莱格罗塞莱耶的OSM定位图

古伊莱格罗塞莱耶的时区为UTC+01:00、UTC+02:00（夏令时）。

## 行政
古伊莱格罗塞莱耶的邮政编码为60120，INSEE市镇编码为60283。

## 政治
古伊莱格罗塞莱耶所属的省级选区为圣瑞斯特昂绍塞县。

## 人口

1962-2008年间古伊莱格罗塞莱耶人口变化图示

古伊莱格罗塞莱耶于2022年1月1日时的人口数量为15人。